# 사우디아라비아의 재외공관 목록

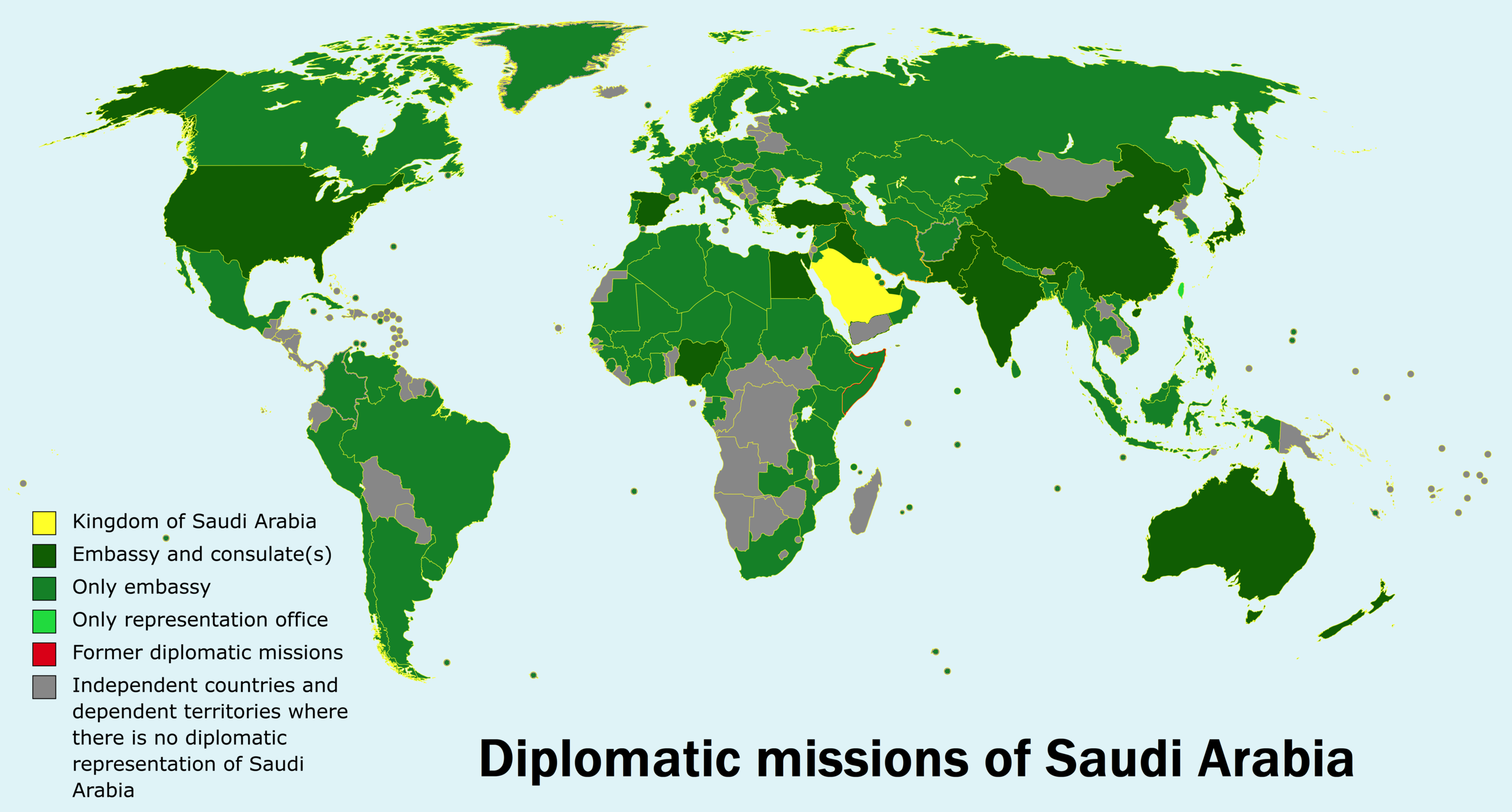
사우디아라비아의 재외공관

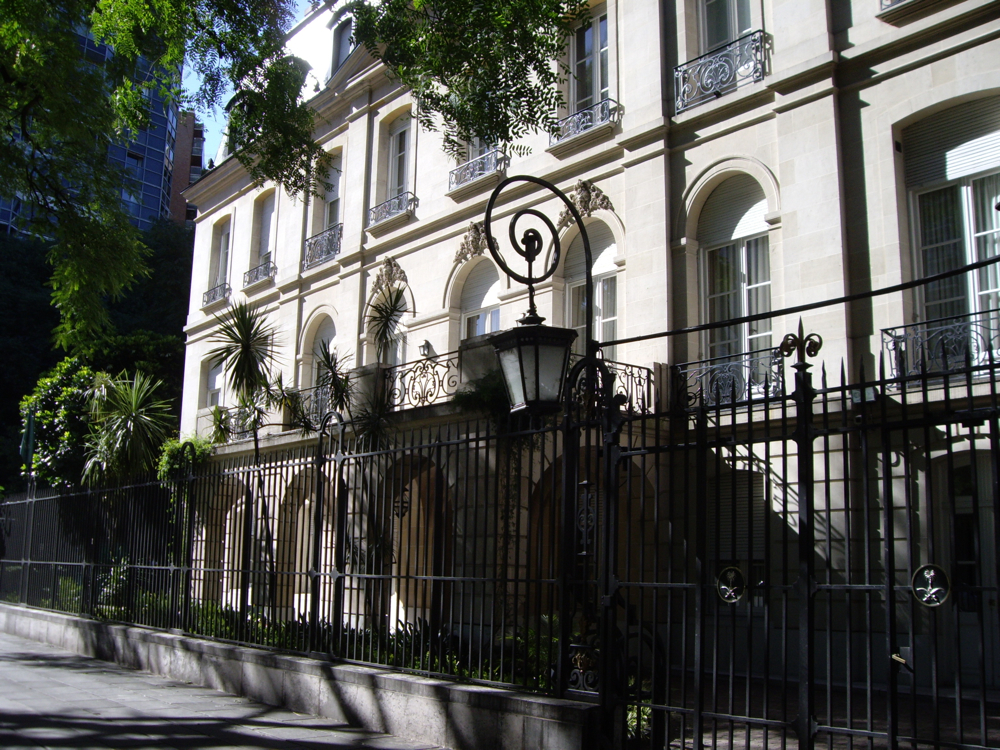
부에노스아이레스 주재 사우디아라비아 대사관

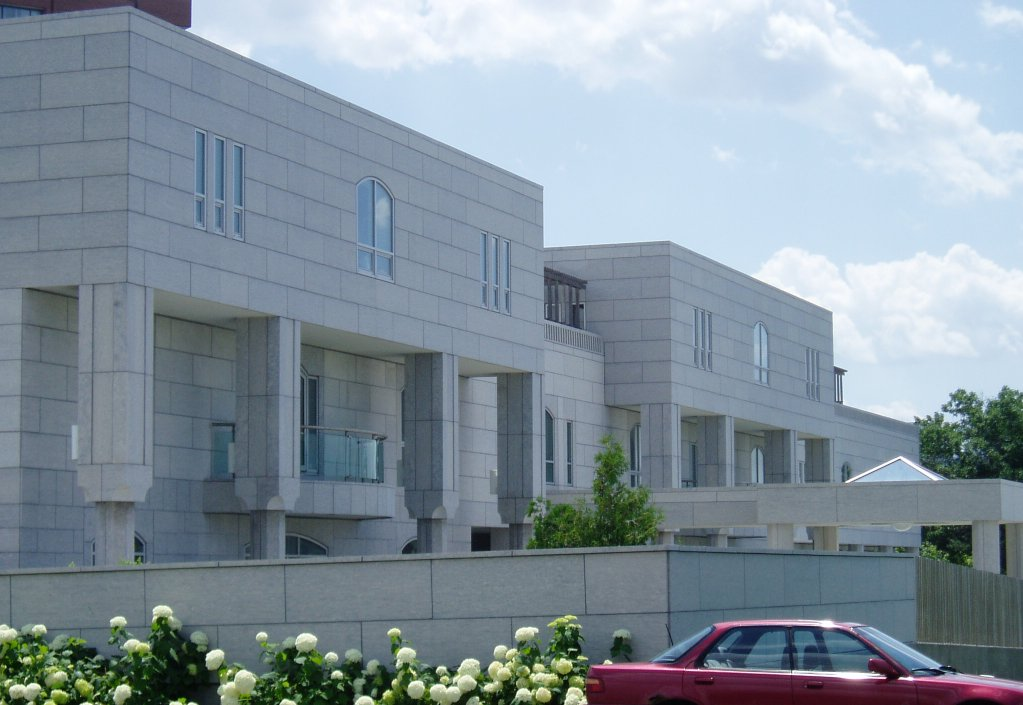
오타와 주재 사우디아라비아 대사관

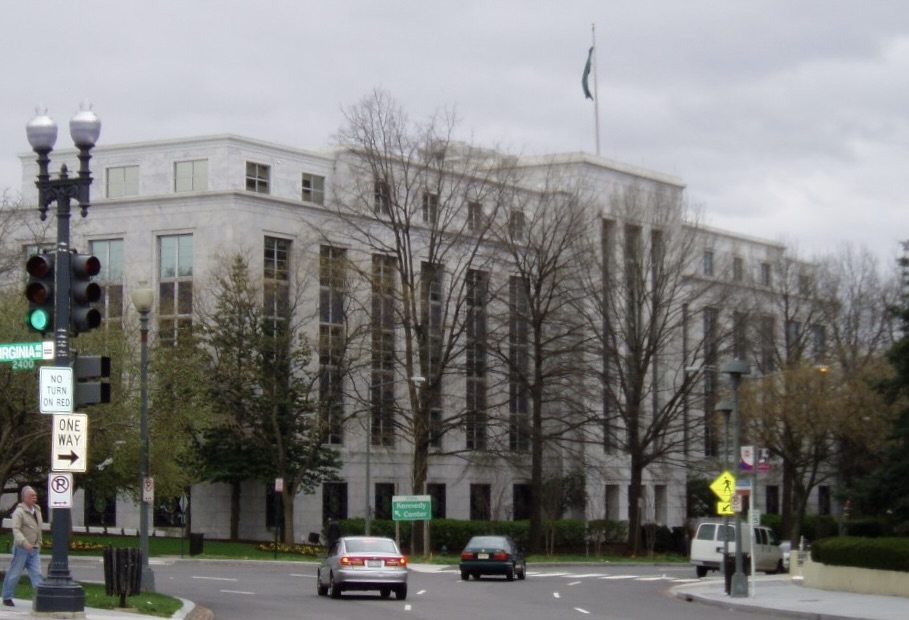
워싱턴 D.C. 주재 사우디아라비아 대사관

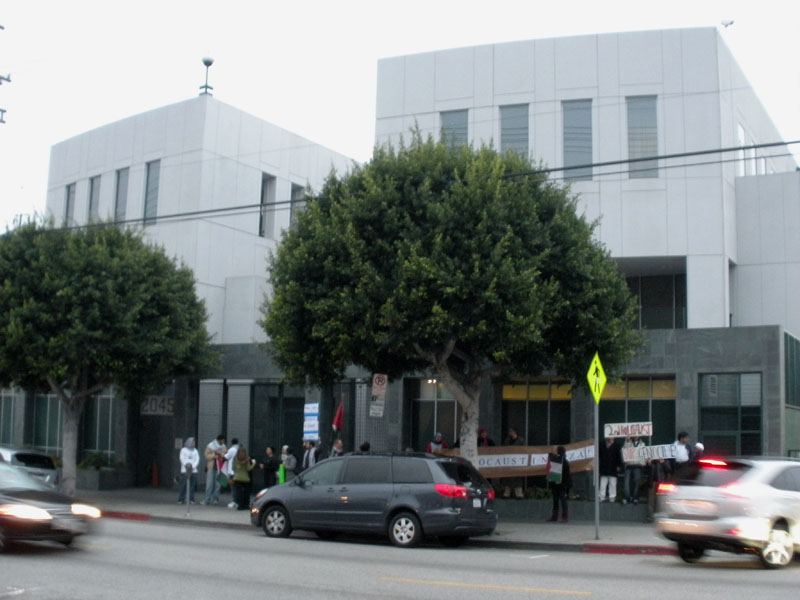
로스앤젤레스 주재 사우디아라비아 총영사관

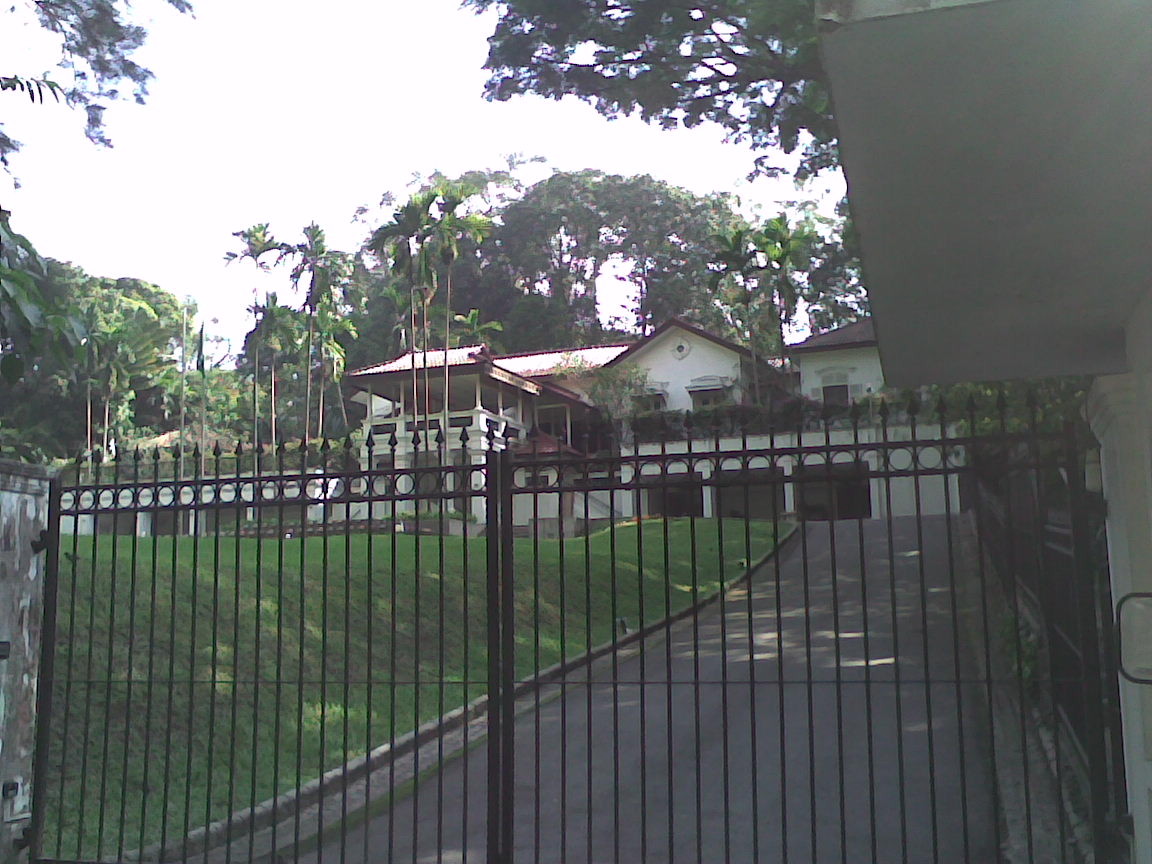
싱가포르 주재 사우디아라비아 대사관

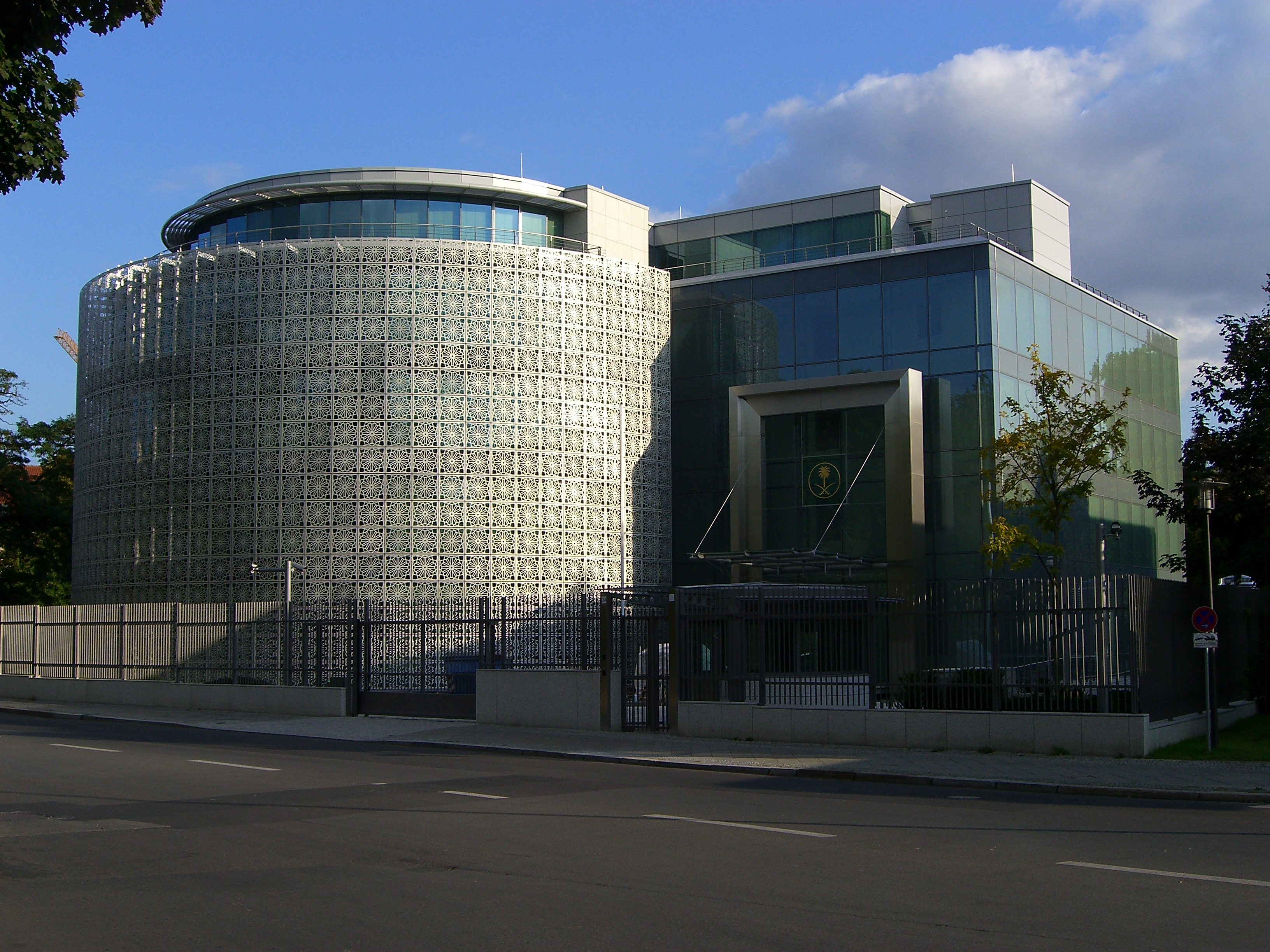
베를린 주재 사우디아라비아 대사관

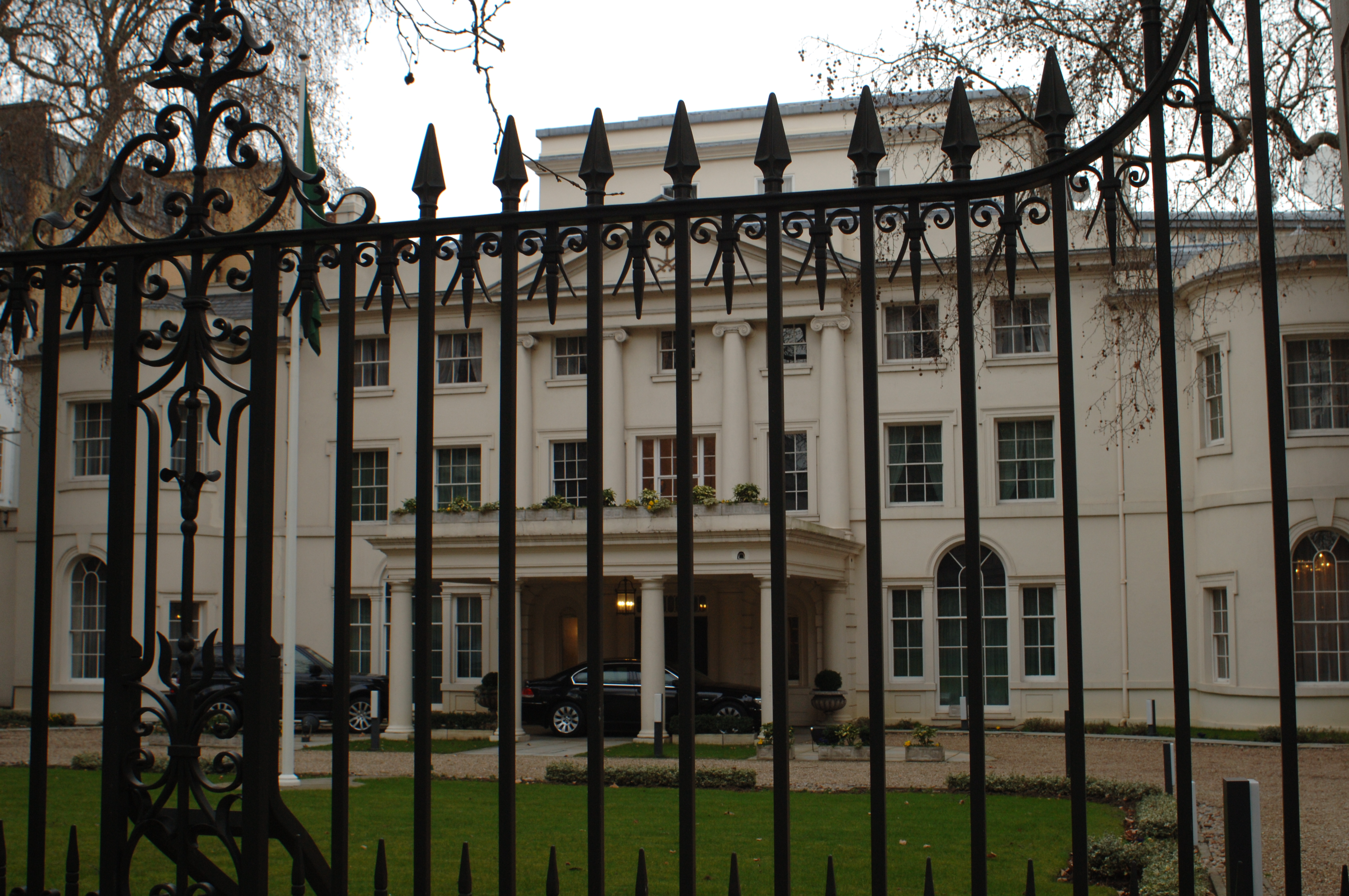
런던 주재 사우디아라비아 대사관

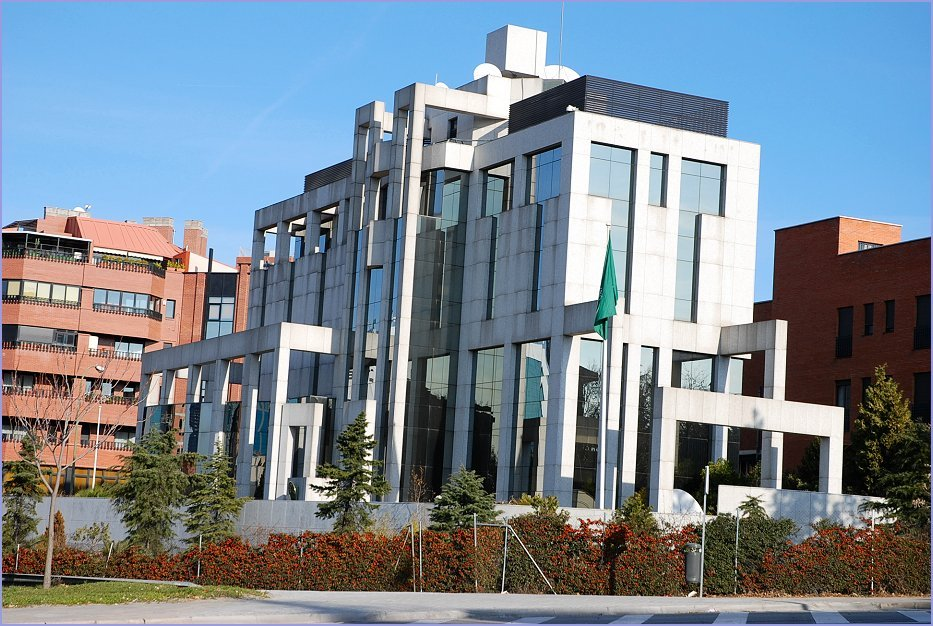
마드리드 주재 사우디아라비아 대사관

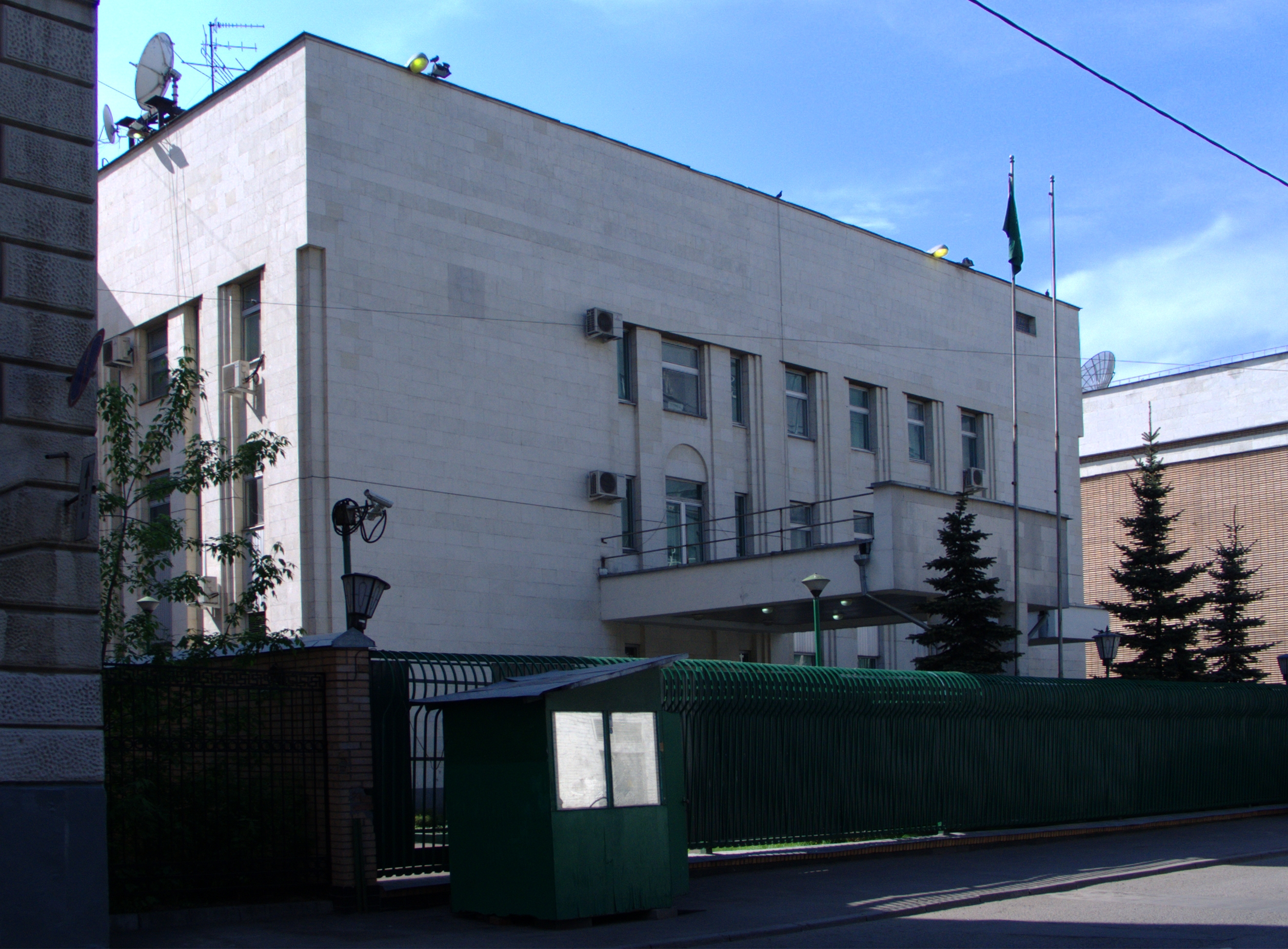
모스크바 주재 사우디아라비아 대사관

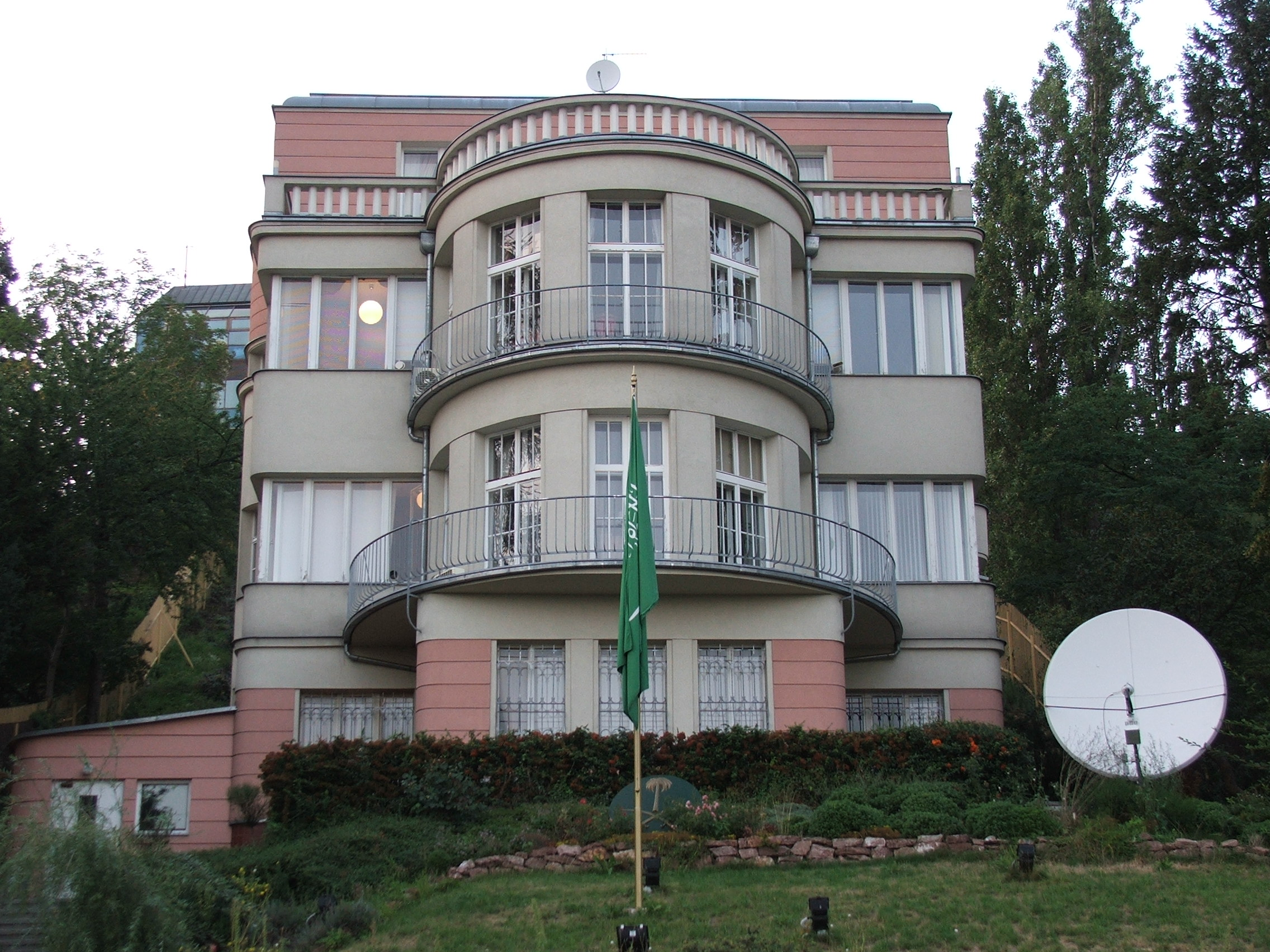
프라하 주재 사우디아라비아 대사관

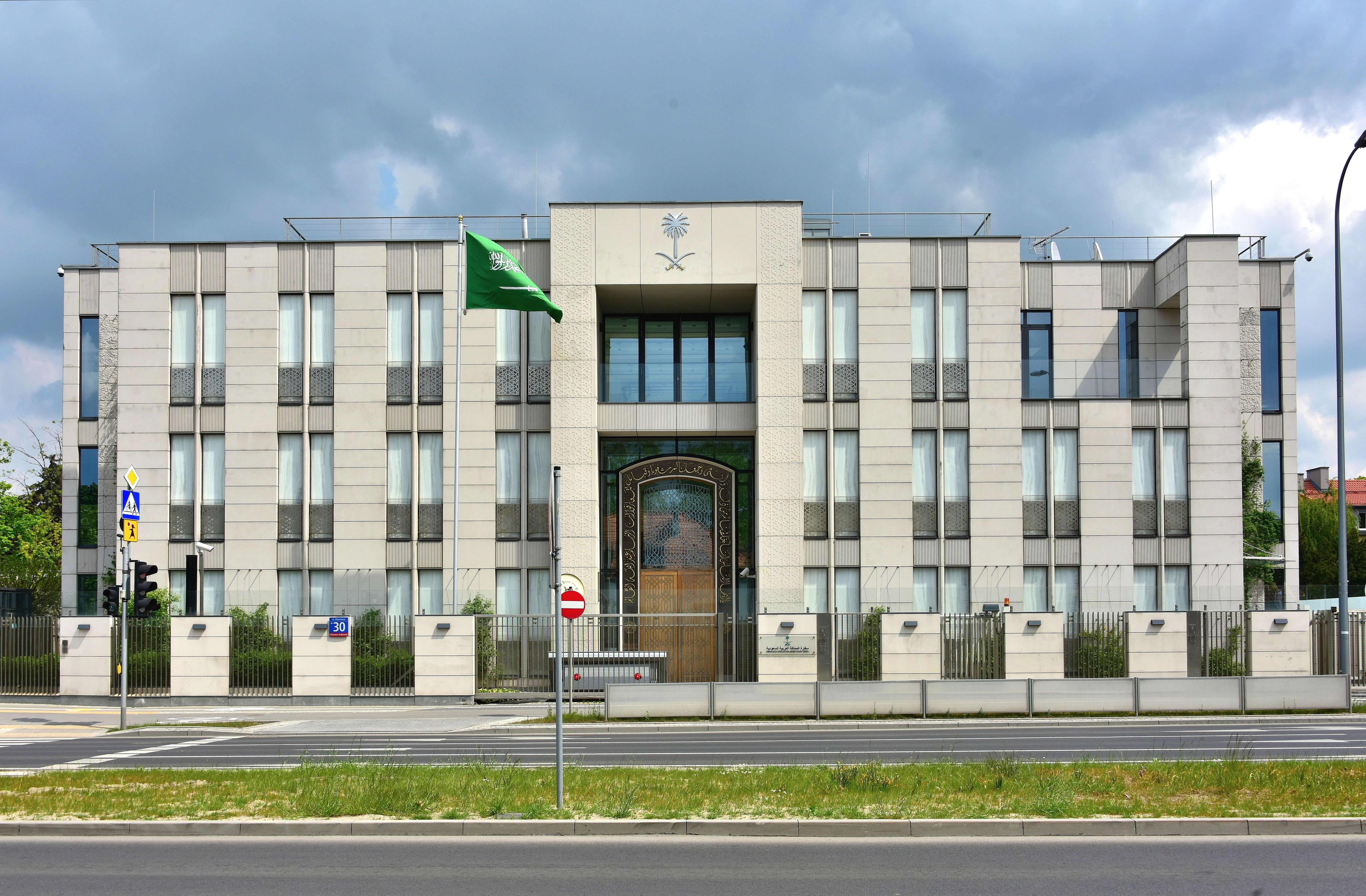
바르샤바 주재 사우디아라비아 대사관

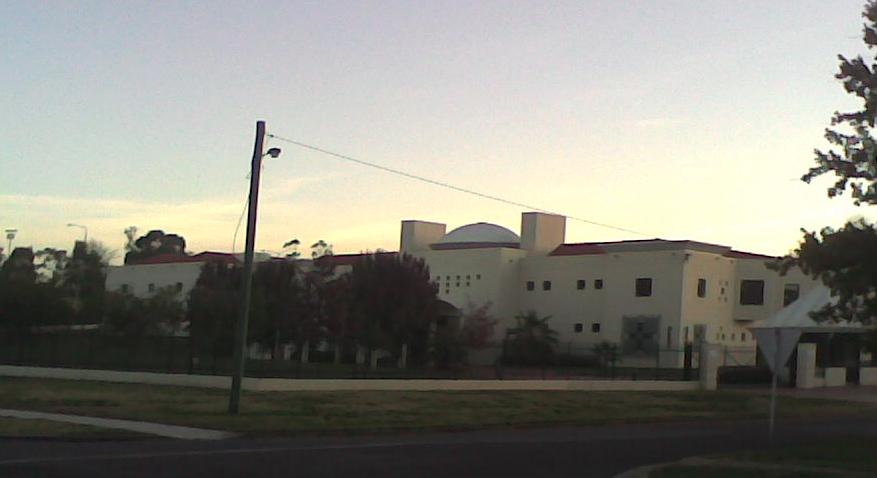
캔버라 주재 사우디아라비아 대사관

사우디아라비아의 재외공관 목록은 사우디아라비아 주재 대사관을 각국에 상주시켜 놓는 것을 의미하며 사우디아라비아의 재외공관을 나열한 목록이다.

## 아프리카
- 알제리 : 알제 (대사관)
- 부르키나파소 : 와가두구 (대사관)
- 카메룬 : 야운데 (대사관)
- 차드 : 은자메나 (대사관)
- 코트디부아르 : 아비장 (대사관)
- 지부티 : 지부티 시 (대사관)
- 이집트 : 카이로 (대사관), 알렉산드리아 (총영사관)
- 에리트레아 : 아스마라 (대사관)
- 에티오피아 : 아디스아바바 (대사관)
- 기니 : 코나크리 (대사관)
- 케냐 : 나이로비 (대사관)
- 리비아 : 트리폴리 (대사관)
- 말리 : 바마코 (대사관)
- 모리타니 : 누악쇼트 (대사관)
- 모로코 : 라바트 (대사관)
- 니제르 : 니아메 (대사관)
- 나이지리아 : 아부자 (대사관)
- 세네갈 : 다카르 (대사관)
- 남아프리카 공화국 : 프리토리아 (대사관)
- 수단 : 하르툼 (대사관)
- 탄자니아 : 다르에스살람 (대사관)
- 튀니지 : 튀니스 (대사관)
- 우간다 : 캄팔라 (대사관)
- 잠비아 : 루사카 (대사관)

## 아메리카
- 아르헨티나 : 부에노스아이레스 (대사관)
- 브라질 : 브라질리아 (대사관)
- 캐나다 : 오타와 (대사관)
- 쿠바 : 아바나 (대사관)
- 멕시코 : 멕시코시티 (대사관)
- 페루 : 리마 (대사관)
- 미국 : 워싱턴 D.C. (대사관), 휴스턴 (총영사관), 로스앤젤레스 (총영사관), 뉴욕 (총영사관)
- 베네수엘라 : 카라카스 (대사관)

## 아시아
- 아프가니스탄 : 카불 (대사관)
- 아제르바이잔 : 바쿠 (대사관)
- 바레인 : 마나마 (대사관)
- 방글라데시 : 다카 (대사관)
- 브루나이 : 반다르스리브가완 (대사관)
- 중화인민공화국 : 베이징시 (대사관), 홍콩 (총영사관)
- 인도 : 뉴델리 (대사관), 뭄바이 (총영사관)
- 인도네시아 : 자카르타 (대사관)
- 일본 : 도쿄도 (대사관), 오사카시 (총영사관)
- 요르단 : 암만 (대사관)
- 카자흐스탄 : 아스타나 (대사관)
- 대한민국 : 서울특별시 (대사관)
- 쿠웨이트 : 쿠웨이트시티 (대사관)
- 키르기스스탄 : 비슈케크 (대사관)
- 레바논 : 베이루트 (대사관)
- 말레이시아 : 쿠알라룸푸르 (대사관)
- 몰디브 : 말레 (대사관)
- 미얀마 : 양곤 (대사관)
- 오만 : 무스카트 (대사관)
- 파키스탄 : 이슬라마바드 (대사관), 카라치 (총영사관)
- 필리핀 : 마닐라 (대사관)
- 카타르 : 도하 (대사관)
- 싱가포르 : 싱가포르 (대사관)
- 스리랑카 : 콜롬보 (대사관)
- 시리아 : 다마스쿠스 (대사관)
- 중화민국 : 타이베이시 (무역 사무소)
- 타지키스탄 : 두샨베 (대사관)
- 태국 : 방콕 (대사관)
- 튀르키예 : 앙카라 (대사관), 이스탄불 (총영사관)
- 투르크메니스탄 : 아시가바트 (대사관)
- 아랍에미리트 : 아부다비 (대사관), 두바이 (총영사관)
- 우즈베키스탄 : 타슈켄트 (대사관)
- 베트남 : 하노이 (대사관)
- 예멘 : 사나 (대사관)

## 유럽
- 알바니아 : 티라나 (대사관)
- 오스트리아 : 빈 (대사관)
- 벨기에 : 브뤼셀 (대사관)
- 보스니아 헤르체고비나 : 사라예보 (대사관)
- 체코 : 프라하 (대사관)
- 덴마크 : 코펜하겐 (대사관)
- 핀란드 : 헬싱키 (대사관)
- 프랑스 : 파리 (대사관)
- 독일 : 베를린 (대사관)
- 그리스 : 아테네 (대사관)
- 헝가리 : 부다페스트 (대사관)
- 아일랜드 : 더블린 (대사관)
- 이탈리아 : 로마 (대사관)
- 네덜란드 : 헤이그 (대사관)
- 노르웨이 : 오슬로 (대사관)
- 폴란드 : 바르샤바 (대사관)
- 포르투갈 : 리스본 (대사관)
- 루마니아 : 부쿠레슈티 (대사관)
- 러시아 : 모스크바 (대사관)
- 스페인 : 마드리드 (대사관), 말라가 (영사관)
- 스웨덴 : 스톡홀름 (대사관)
- 스위스 : 베른 (대사관)
- 우크라이나 : 키예프 (대사관)
- 영국 : 런던 (대사관)

## 오세아니아
- 오스트레일리아 : 캔버라 (대사관)
- 뉴질랜드 : 오클랜드 (총영사관)

## 대표부
- EU 사우디아라비아 정부 대표부 : 브뤼셀
- UN 사우디아라비아 정부 대표부 : 제네바, 뉴욕
- UNESCO 사우디아라비아 정부 대표부 : 파리
- OPEC 사우디아라비아 정부 대표부 : 빈
- 아랍 연맹 사우디아라비아 정부 대표부 : 카이로

## 같이 보기
- 사우디아라비아 주재 외국공관 목록